# Bandits
Bandits ist ein deutscher Spielfilm aus dem Jahr 1997 über vier Frauen, die im Gefängnis eine Band gründen und unverhofft flüchten können. Er wurde unter der Regie von Katja von Garnier mit Katja Riemann, Jasmin Tabatabai, Nicolette Krebitz, Jutta Hoffmann und Hannes Jaenicke gedreht. Kamera und Bildgestaltung lagen bei Torsten Breuer.

## Handlung
Bandits erzählt die Geschichte vierer Frauen, die sich im Gefängnis kennenlernen und eine günstige Gelegenheit zur Flucht nutzen. Emma Moor war Mitglied einer Jazzband, deren Bandleader sie schwer misshandelte und den sie daraufhin erschoss. Angelika „Angel“ Kleinschmidt sitzt wegen Heiratsschwindel ein, die gewalttätige Ludmilla „Luna“ Nabiba wegen schweren Raubes. Die vierte im Bunde, Marie Irrgang, hat ihren Mann mit Arsen vergiftet, zeigt schizoide Tendenzen und ist suizidgefährdet.
Die Frauen gründen im Rahmen eines Rehabilitationsprogrammes eine Band und sollen auf einem Polizeiball spielen. Auf dem Weg dorthin nutzen sie spontan eine Gelegenheit zur Flucht. Da das Fernsehen nur über zwei andere Ausbrecher berichtet, kontaktiert Luna einen Reporter, der sie interviewt und beim Musizieren filmt. Im Fernsehen sieht dies der Musikproduzent Michael Gold, der das von der Gruppe erhaltene Demotape aus dem Papierkorb fischt und in der medialen Aufmerksamkeit das große Geschäft wittert. Als die vier auf ihrem Weg nach Hamburg ihr Lied im Radio hören, holen sie sich ihren Anteil bei Gold und finanzieren damit die Flucht.
Gegenspieler der „Bandits“ ist Kommissar Schwarz samt Mitarbeiterin Ludwig, der zu Anfang großspurig verkündet: „Ich habe noch jeden Fall gelöst, bevor ich 'ne Packung Zigarillos fertig hab“, allerdings schielt er immer besorgter in die sich leerende Packung und legt gegen Ende sogar den letzten Zigarillo frustriert wieder zurück. (Er raucht ihn dann später doch – als Geisel.)
Die Fangemeinde der Band wächst, aber ein spontanes Club-Konzert wird durch das Auftauchen von Kommissar Schwarz und seinen Beamten beendet. Doch mit dem Touristen West als Geisel können sich die Frauen aus dem Club absetzen. Der attraktive Mann bringt Unruhe in die Truppe und wird erst von Angel verführt, ehe er mit Luna schläft. Kurzerhand setzt das Quartett die Flucht ohne ihn fort.
Schließlich umstellt die Polizei die Bandits auf einer Brücke. Marie stirbt überraschend eines natürlichen Todes, Luna und Angel springen von der Brücke in den Fluss und Emma wird verhaftet. Aber Luna und Angel entführen ihre eigenen Fahnder und können Emma so aus der Haft befreien. Die Jagd geht weiter. Dank eines Kontakts von Marie haben die Mädchen ein Engagement als Musiker auf einem Kreuzfahrtschiff klargemacht, um so das Land zu verlassen.
Während auch bei der Polizei waschkörbeweise Fanpost für die Bandits eintrifft, folgt Kommissar Schwarz seinem Instinkt und lässt die örtliche Kulturszene überwachen. Tatsächlich organisieren die Bandits ein Abschiedskonzert auf dem Hafengelände und einmal mehr bereitet die Polizei den Zugriff vor. Bewaffnete Einsatzkräfte sichern alle Zugänge zu dem Hafengebäude, auf dessen Dach die Flüchtlinge ihr letztes Konzert geben. Wieder scheint die Festnahme sicher, bis die Frauen zum Song Catch me vom Dach des Gebäudes ins Publikum springen.
In einer surrealen Sequenz wechseln Bilder von der Stage-Diving-Nummer mit der Aufnahme eines Schiffes, auf das die drei Bandmitglieder zurennen. An der Reling des Schiffes taucht die verstorbene Marie in einem roten Abendkleid auf. Scharfschützen gehen in Stellung. Drei Hände strecken sich der Hand Maries entgegen, während die letzten Klänge des Abschiedssongs leise mit Gewehrsalven unterlegt sind.

## Hintergrund
Die Dreharbeiten fanden vom 19. August 1996 bis zum 25. Oktober 1996 in München, Bad Neustadt an der Saale, Münnerstadt, Hamburg und Nürnberg statt.

## Soundtrack

### Allgemeines
Den Soundtrack zum Film, in dem die Musik mittels Musikvideosequenzen und durch Bandauftritte Teil der Handlung ist, schrieben Jasmin Tabatabai, Nicolette Krebitz und Katja Riemann zusammen mit den Produzenten Udo Arndt und Peter Weihe. Der Soundtrack wurde über 700.000 mal verkauft und erhielt eine Goldene Schallplatte.
Er enthält die Singleauskopplung Catch Me (ein Cover des Songs Hobart Paving der britischen Band Saint Etienne), sowie Puppet und All Along the Watchtower.
Es wurden zwei Versionen des Soundtracks in den Handel gebracht, die normale Fassung und eine gekürzte Version, die nicht 17, sondern 14 Titel enthält.
Obwohl Katja Riemann im Gegensatz zu Nicolette Krebitz und Jasmin Tabatabai keine einschlägigen Musikerfahrungen mitbrachte, übernahm sie den Schlagzeug-Part, der am schwierigsten mit dem Soundtrack zu synchronisieren ist, da auch Zuschauer, die das Instrument nicht selbst beherrschen, eventuelle Fehler bemerken können. Riemann wurde von Curt Cress musikalisch auf ihre Rolle vorbereitet, der auch das Playback für ihre Rolle übernahm.

### Titelliste
1. Puppet (Musik und Text: Tabatabai) – 3:58
2. If I Were God (M/T: Tabatabai) – 1:52
3. It’s Alright (M: Krebitz/T: Krebitz, Riemann) – 2:24
4. Crystal Cowboy (M: Krebitz, Tabatabai/T: Krebitz) – 3:01
5. Catch Me (Short) (M/T: Pete Wiggs, Stanley) – 4:01
6. Another Sad Song (M/T: Tabatabai) – 2:40
7. Blinded (M: Tabatabai, Colloseus/T: Tabatabai) – 2:53
8. Like It (M/T: Tabatabai) – 3:04
9. All Along The Watchtower (M/T: Dylan) – 3:57
10. Shadows (M/T: Riemann) – 3:21
11. Time Is Now (M: Krebitz, Tabatabai/T: Krebitz) – 4:45
12. Photograph (M/T: Krebitz, Tabatabai) – 2:38
13. Ain’t Nobody’s Buziness If I Do (M/T: Grainger, Robbins) – 1:51
14. Wenn ich ein Vöglein wär’ (trad.) – 1:47
15. Puppet (Luna & Angel) (M/T: Tabatabai) – 3:26
16. Catch Me (Film) (M/T: Pete Wiggs, Stanley) – 6:34
17. Puppet Chase (M: Tabatabai, Bergmann, Meister/T: Tabatabai) – 3:26

## Auszeichnungen
- 1998 Deutscher Filmpreis: Filmband in Gold als Beste Darstellerin: Katja Riemann
- 1997 Bayerischer Filmpreis: Preis für Musik im Film: Katja Riemann, Jasmin Tabatabai, Nicolette Krebitz

## Trivia
- Bei der Suche nach einem passenden Bandnamen schlägt Bassistin Angel ihren Bandkolleginnen den Namen Angel and the Banshees vor, in Anlehnung an die Punk-Band Siouxsie and the Banshees.
- Wenn sich die Bandmitglieder der Bandits für ihren Auftritt auf dem Polizeiball auf der Toilette der Justizvollzugsanstalt schminken, sieht man auf dem Spiegel einen kleinen Aufkleber mit dem rot-gelben Cover des Albums Theatre of Pain der Glam-Metal-Band Mötley Crüe von 1985.
- Wenn überall in der Stadt großformatige Werbeplakate für das Debütalbum der Bandits hängen, sieht man dazwischen schwarze Plakate für das Album Officium von The Hilliard Ensemble und Jan Garbarek von 1994.
- In der Szene, in der sich Angel in der Tiefgarage mit dem Polizisten Schwarz unterhält, den die Bandits als Geisel nahmen, spricht Angel den Satz: „Freiheit heißt, dass man nichts mehr zu verlieren hat.“ Dabei handelt es sich um die frei ins Deutsche übersetzte Textzeile „Freedom is just another word for nothin' left to lose“ aus dem Song Me and Bobby McGee von Janis Joplin von 1971.